# 1981-es sakkvilágbajnokság
 Ez a cikk a sakkjátszmák algebrai lejegyzését alkalmazza.
Az 1981-es sakkvilágbajnokság versenysorozata zónaversenyekből, zónaközi döntőkből, a világbajnokjelöltek párosmérkőzéses rendszerű egyenes kieséses versenyéből és a világbajnoki döntőből állt. A döntő a világbajnokjelöltek versenyén sorban másodszor is győzedelmeskedő, a Szovjetunióból 1976-ban emigrált, svájci színekben induló Viktor Korcsnoj és az akkori világbajnok szovjet Anatolij Karpov között zajlott az olaszországi Meranóban, 1981. október 1. – november 19. között.
A mérkőzésen Karpov győzött 6–2 arányban (10 döntetlen mellett), ezzel másodszor is megvédte Korcsnojjal szemben a világbajnoki címét.

## Előzmények
A sakkvilágbajnoki címet Anatolij Karpov 1975-ben a világbajnokjelölti versenysorozat megnyerése után a döntőben játék nélkül szerezte meg, miután az akkor regnáló világbajnok Bobby Fischer olyan követelményeket támasztott a párosmérkőzés lebonyolításával szemben, amit a Nemzetközi Sakkszövetség (FIDE) csak részben tudott elfogadni. Fischer a FIDE feltételeit nem fogadta el, és nem állt ki a mérkőzésre, ezért a szövetség megvonta tőle a világbajnoki címet, és Karpovnak adományozta azt. Az 1978-as világbajnoki döntőben Viktor Korcsnoj ellen 6–5 arányban győzött (21 döntetlen mellett), és megvédte világbajnoki címét.

### A zónaversenyek
Az 1978/81-es sakkvilágbajnoki ciklusban 12 zónán belül zajlottak a versenyek.
1. zónaAmszterdam (Hollandia)
1978. novemberben Amszterdamban rendezték az 1. európai zóna versenyét, amelyet az angol Miles és a holland Timman nyert meg holtversenyben, amellyel kvalifikálták magukat a zónaközi versenyre.
2. zónaBarcelona (Spanyolország)
Az európai 2. zóna versenyét 1979. májusban Barcelonában rendezték. A 22 résztvevőt két 11 fős csoportba sorolták, majd mindkét csoportból az első négy helyezett jutott tovább a nyolcfős döntőbe, ahonnan az első két helyezett szerzett kvalifikációt a zónaközi versenyre.  A versenyt a nyugatnémet Hübner nyerte az izraeli Grünfeld előtt. Ebből a zónából a harmadik helyezett izraeli Kagan mint tartalék visszalépések miatt később részt vehetett a zónaközi versenyen.
3. zónaVarsó (Lengyelország)
Az európai zóna harmadik versenyére 1979. januárban Varsóban került sor. A 20 résztvevőt a 2. zónához hasonlóan két csoportba sorolták, amelyekből az első négy-négy helyezett jutott tovább a fináléba. Az első helyen a magyar Ribli Zoltán végzett, a 2–5. helyen négyes holtverseny alakult ki a magyar Sax Gyula és Adorján András, a román Gheorghiu és a csehszlovák Smejkal között. Mind az öten részt vehettek a zónaközi versenyen.
4. zónaLvov (Szovjetunió)
A szovjet zóna versenyére 1978. áprilisban Lvovban került sor. A versenyt Balasov nyerte Vaganjan előtt, a 3–5. helyen holtverseny alakult ki Ceskovszkij, Romanyisin és Kuzmin között. A zónaközi versenyen végül mind az öten elinduhattak, amelyre rajtuk kívül még több szovjet versenyző is kvalifikálta magát a korább világbajnokjelölti ciklusban elért eredménye alapján.
5. zónaPasadena, az Egyesült Államok bajnoksága
Az 1978. júniusban rendezett 26. USA-bajnokság egyúttal a világbajnokság zónaversenyének számított, amelyről három versenyző juthatott tovább. A győzelmet Kavalek szerezte meg Tarjan előtt, a 3–4. helyen holtverseny alakult ki Samkovics és Mednis között. A kettejük rájátszását Samkovics nyerte, de Kavalek visszalépése miatt Mednis is kvalifikációt szerzett a zónaközi versenyre.
6. zónaToronto (Kanada)
Az 1978. augusztusban rendezett Kanada-bajnokság egyben zónaversenynek számított, amelyről egy versenyző juthatott tovább. A győzelmet Jean Hébert szerezte meg.
7. zónaCuenza és Iberra (Ecuador)
A közép-amerikai zóna versenyére 1978. júliusban Ecuadorban, két csoportban, Cuenza és Iberra városában került sor. A 26 indulót Élő-pontszám alapján két egyenlő erősségű csoportba osztották, és mindkét csoportból az első helyezett juthatott tovább a zónaközi versenyre. Az egyik csoportban a győzelmet a kubai Guillermo Garcia, a másikban is kubai versenyző, Hernandez szerezte meg.
8. zónaTramandaí (Brazília)
Az 1978. szeptember–októberben rendezett dél-amerikai zónaversenyről három versenyző juthatott tovább. Az első helyen a brazil Trois végzett az argentin Bronstein és a brazil van Riemsdyk előtt. Ők hárman kvalifikálták magukat a zónaközi versenyre.
9. zónaTeherán (Irán)
A nyugat-ázsiai zóna versenyét 1978. augusztusban rendezték Teheránban. A versenyt az iráni Harandi nyerte, és ezzel kvalifikációt szerzett a zónaközi versenyre.
10. zónaItoo
A délkelet-Ázsiát és Óceániát magába foglaló 10. zóna versenyének Itoo adott otthont 1978. februárban. A versenyről ketten juthattak tovább a zónaközi döntőbe. Ez a holtversenyben győztes két Fülöp-szigeteki versenyzőnek, Torrénak és Rodrigueznek sikerült.
11. és 12. zónaPraia de Rocha (Portugália)
A Földközi-tenger partvidékét és Afrikát magába foglaló 11. és 12. zóna versenyét összevonva rendezték 1978. novemberben a portugáliai Praia da Rochában. A versenyről három plusz egy versenyző (az új 12. zóna legjobb versenyzője) szerezhetett kvalifikációt a zónaközi versenyre. Az élen három jugoszláv versenyző, Velimirović, Ljubojević és Ivkov végzett, míg a 12. zónából a legjobb eredményt a tunéziai Bouaziz érte el. Ők négyen szereztek jogot a zónaközi versenyen indulásra.

### Az 1979-es zónaközi versenyek
Két zónaközi versenyre került sor, amelyekre a zónaversenyeken kvalifikációt szerzetteken kívül indulásra jogosultak az előző világbajnoki versenysorozatban a világbajnokjelöltek párosmérkőzéses szakaszába jutott versenyzők.
A két zónaközi versenyről az első három-három helyezett jutott tovább a párosmérkőzéses szakaszba.
Zónaközi verseny, Riga, 1979. szeptember–október
|    | Versenyző                     | Ország                    | Élő-p. | 1 | 2 | 3 | 4 | 5 | 6 | 7 | 8 | 9 | 10 | 11 | 12 | 13 | 14 | 15 | 16 | 17 | 18 | Pont | S–B[6] |
| -- | ----------------------------- | ------------------------- | ------ | - | - | - | - | - | - | - | - | - | -- | -- | -- | -- | -- | -- | -- | -- | -- | ---- | ------ |
| 1  | Mihail Tal                    | Szovjetunió               | 2615   | - | 1 | ½ | ½ | 1 | 1 | ½ | 1 | 1 | 1  | 1  | ½  | 1  | ½  | ½  | 1  | 1  | 1  | 14   |        |
| 2  | Lev Polugajevszkij            | Szovjetunió               | 2625   | 0 | - | ½ | ½ | 1 | ½ | 1 | 1 | 0 | 1  | ½  | 1  | ½  | ½  | 1  | ½  | 1  | 1  | 11½  |        |
| 3  | Adorján András                | Magyarország              | 2525   | ½ | ½ | - | ½ | 0 | 0 | 1 | ½ | 1 | 1  | ½  | ½  | 1  | 1  | ½  | 1  | 1  | ½  | 11   | 85.75  |
| 4  | Ribli Zoltán                  | Magyarország              | 2595   | ½ | ½ | ½ | - | 0 | 1 | 0 | ½ | ½ | 1  | ½  | 1  | 1  | ½  | 1  | ½  | 1  | 1  | 11   | 84.75  |
| 5  | Oleg Romanyisin               | Szovjetunió               | 2560   | 0 | 0 | 1 | 1 | - | ½ | 1 | 0 | ½ | ½  | 1  | 1  | ½  | 1  | ½  | ½  | 1  | ½  | 10½  | 83.00  |
| 6  | Florin Gheorghiu              | Románia                   | 2540   | 0 | ½ | 1 | 0 | ½ | - | ½ | 1 | ½ | ½  | ½  | ½  | 1  | 1  | 1  | 1  | 0  | 1  | 10½  | 79.75  |
| 7  | Bent Larsen                   | Dánia                     | 2620   | ½ | 0 | 0 | 1 | 0 | ½ | - | 0 | ½ | 1  | ½  | 1  | ½  | 1  | 1  | 1  | ½  | 1  | 10   |        |
| 8  | Gennagyij Kuzmin              | Szovjetunió               | 2565   | 0 | 0 | ½ | ½ | 1 | 0 | 1 | - | ½ | 1  | ½  | ½  | ½  | ½  | 1  | ½  | 0  | 1  | 9    | 71.00  |
| 9  | Vitalij Ceskovszkij           | Szovjetunió               | 2560   | 0 | 1 | 0 | ½ | ½ | ½ | ½ | ½ | - | 0  | 0  | ½  | ½  | 1  | 1  | 1  | 1  | ½  | 9    | 67.50  |
| 10 | Tony Miles                    | Anglia                    | 2560   | 0 | 0 | 0 | 0 | ½ | ½ | 0 | 0 | 1 | -  | ½  | ½  | 1  | 1  | 1  | 1  | 1  | 1  | 9    | 59.25  |
| 11 | James Tarjan                  | Amerikai Egyesült Államok | 2525   | 0 | ½ | ½ | ½ | 0 | ½ | ½ | ½ | 1 | ½  | -  | 0  | 1  | 0  | 0  | 1  | ½  | 1  | 8    |        |
| 12 | Yehuda Gruenfeld              | Izrael                    | 2430   | ½ | 0 | ½ | 0 | 0 | ½ | 0 | ½ | ½ | ½  | 1  | -  | 0  | 0  | 1  | 1  | ½  | 1  | 7½   |        |
| 13 | Ljubomir Ljubojević           | Jugoszlávia               | 2590   | 0 | ½ | 0 | 0 | ½ | 0 | ½ | ½ | ½ | 0  | 0  | 1  | -  | 1  | ½  | ½  | 1  | 0  | 6½   |        |
| 14 | Herman Claudius van Riemsdijk | Brazília                  | 2435   | ½ | ½ | 0 | ½ | 0 | 0 | 0 | ½ | 0 | 0  | 1  | 1  | 0  | -  | ½  | ½  | ½  | 0  | 5½   | 46.25  |
| 15 | Slim Bouaziz                  | Tunézia                   | 2420   | ½ | 0 | ½ | 0 | ½ | 0 | 0 | 0 | 0 | 0  | 1  | 0  | ½  | ½  | -  | 0  | 1  | 1  | 5½   | 40.75  |
| 16 | Edmar Mednis                  | Amerikai Egyesült Államok | 2510   | 0 | ½ | 0 | ½ | ½ | 0 | 0 | ½ | 0 | 0  | 0  | 0  | ½  | ½  | 1  | -  | ½  | 1  | 5½   | 39.00  |
| 17 | Francisco Trois               | Brazília                  | 2415   | 0 | 0 | 0 | 0 | 0 | 1 | ½ | 1 | 0 | 0  | ½  | ½  | 0  | ½  | 0  | ½  | -  | ½  | 5    |        |
| 18 | Ruben Rodriguez               | Fülöp-szigetek            | 2370   | 0 | 0 | ½ | 0 | ½ | 0 | 0 | 0 | ½ | 0  | 0  | 0  | 1  | 1  | 0  | 0  | ½  | -  | 4    |        |
A 3. helyen holtversenyben végzett két magyar versenyző közötti rájátszás eredménye 3–3 lett, és az eredeti verseny Sonneborn–Berger-számítása alapján Adorján András jutott tovább.
Zónaközi verseny, Rio de Janeiro, 1979. szeptember–október
|    | Versenyző                 | Ország                    | Élő-p. | 1 | 2 | 3 | 4 | 5 | 6 | 7 | 8 | 9 | 10 | 11 | 12 | 13 | 14 | 15 | 16 | 17 | 18 | Pont | S–B[6] |
| -- | ------------------------- | ------------------------- | ------ | - | - | - | - | - | - | - | - | - | -- | -- | -- | -- | -- | -- | -- | -- | -- | ---- | ------ |
| 1  | Portisch Lajos            | Magyarország              | 2640   | - | ½ | ½ | ½ | 0 | 1 | 1 | 0 | 1 | ½  | ½  | 1  | 1  | 1  | 1  | 1  | 1  | 0  | 11½  | 93.00  |
| 2  | Tigran Petroszján         | Szovjetunió               | 2610   | ½ | - | ½ | ½ | ½ | 1 | ½ | ½ | 1 | ½  | ½  | ½  | 1  | ½  | 1  | 1  | ½  | 1  | 11½  | 92.25  |
| 3  | Robert Hübner             | NSZK                      | 2595   | ½ | ½ | - | ½ | 1 | ½ | 1 | 1 | ½ | 1  | 0  | ½  | ½  | ½  | ½  | 1  | 1  | 1  | 11½  | 92.00  |
| 4  | Jan Timman                | Hollandia                 | 2625   | ½ | ½ | ½ | - | ½ | ½ | 0 | 1 | 1 | ½  | 1  | 1  | ½  | 1  | ½  | ½  | ½  | 1  | 11   |        |
| 5  | Jaime Sunye Neto          | Brazília                  | 2375   | 1 | ½ | 0 | ½ | - | 0 | 1 | 0 | 0 | ½  | 1  | 1  | ½  | 1  | 1  | ½  | ½  | ½  | 9½   | 77.75  |
| 6  | Borislav Ivkov            | Jugoszlávia               | 2525   | 0 | 0 | ½ | ½ | 1 | - | ½ | 1 | ½ | 1  | ½  | ½  | ½  | ½  | ½  | ½  | ½  | 1  | 9½   | 76.00  |
| 7  | Jurij Balasov             | Szovjetunió               | 2600   | 0 | ½ | 0 | 1 | 0 | ½ | - | ½ | 1 | ½  | ½  | ½  | ½  | ½  | 1  | ½  | ½  | 1  | 9    | 71.25  |
| 8  | Eugenio Torre             | Fülöp-szigetek            | 2520   | 1 | ½ | 0 | 0 | 1 | 0 | ½ | - | 0 | 0  | ½  | ½  | 1  | ½  | 1  | 1  | 1  | ½  | 9    | 70.00  |
| 9  | Sax Gyula                 | Magyarország              | 2590   | 0 | 0 | ½ | 0 | 1 | ½ | 0 | 1 | - | ½  | ½  | 1  | 0  | 1  | 0  | 1  | 1  | 1  | 9    | 68.00  |
| 10 | Leonid Shamkovich         | Amerikai Egyesült Államok | 2495   | ½ | ½ | 0 | ½ | ½ | 0 | ½ | 1 | ½ | -  | 1  | ½  | 1  | 1  | 0  | 0  | ½  | ½  | 8½   | 71.75  |
| 11 | Jan Smejkal               | Csehszlovákia             | 2560   | ½ | ½ | 1 | 0 | 0 | ½ | ½ | ½ | ½ | 0  | -  | ½  | 1  | 0  | ½  | 1  | 1  | ½  | 8½   | 68.75  |
| 12 | Rafael Vaganjan           | Szovjetunió               | 2570   | 0 | ½ | ½ | 0 | 0 | ½ | ½ | ½ | 0 | ½  | ½  | -  | 0  | 1  | 1  | 1  | ½  | 1  | 8    |        |
| 13 | Guillermo Garcia Gonzales | Kuba                      | 2490   | 0 | 0 | ½ | ½ | ½ | ½ | ½ | 0 | 1 | 0  | 0  | 1  | -  | 1  | 0  | ½  | 1  | ½  | 7½   | 59.50  |
| 14 | Dragoljub Velimirović     | Jugoszlávia               | 2515   | 0 | ½ | ½ | 0 | 0 | ½ | ½ | ½ | 0 | 0  | 1  | 0  | 0  | -  | 1  | 1  | 1  | 1  | 7½   | 55.25  |
| 15 | Khosro Harandi            | Irán                      | 2410   | 0 | 0 | ½ | ½ | 0 | ½ | 0 | 0 | 1 | 1  | ½  | 0  | 1  | 0  | -  | 0  | ½  | 1  | 6½   |        |
| 16 | Luis Marcos Bronstein     | Argentína                 | 2420   | 0 | 0 | 0 | ½ | ½ | ½ | ½ | 0 | 0 | 1  | 0  | 0  | ½  | 0  | 1  | -  | ½  | 1  | 6    |        |
| 17 | Jean Hébert               | Kanada                    | 2365   | 0 | ½ | 0 | ½ | ½ | ½ | ½ | 0 | 0 | ½  | 0  | ½  | 0  | 0  | ½  | ½  | -  | 0  | 4½   | 39.75  |
| 18 | Shimon Kagan              | Izrael                    | 2445   | 1 | 0 | 0 | 0 | ½ | 0 | 0 | ½ | 0 | ½  | ½  | 0  | ½  | 0  | 0  | 0  | 1  | -  | 4½   | 37.50  |

### A világbajnokjelöltek versenye
A zónaközi versenyről továbbjutott versenyzők, akikhez az előző világbajnokjelölti verseny két döntőse csatlakozott, egy kieséses rendszerű, párosmérkőzésekből álló versenyen vettek részt, amelynek győztese szerezte meg a világbajnok kihívásának jogát. A versenysorozatot az előző világbajnoksághoz hasonlóan Viktor Korcsnoj nyerte, így a következő évben ismét ő küzdhetett meg Anatolij Karpovval a címért.
|  |                                  |                    |                         |                               |    |                 |                               |           |  |  |       |       |       |
|  | Negyeddöntők                     | Negyeddöntők       | Negyeddöntők            |                               |    | Elődöntők       | Elődöntők                     | Elődöntők |  |  | Döntő | Döntő | Döntő |
|  | Negyeddöntők                     | Negyeddöntők       | Negyeddöntők            |                               |    | Elődöntők       | Elődöntők                     | Elődöntők |  |  | Döntő | Döntő | Döntő |
|  | Il Velden, 1980. márc.           |                    |                         |                               |    |                 |                               |           |  |  |       |       |       |
|  |                                  |                    |                         |                               |    |                 |                               |           |  |  |       |       |       |
|  | Viktor Korcsnoj                  | Viktor Korcsnoj    | 5½                      |                               |    |                 |                               |           |  |  |       |       |       |
|  | Viktor Korcsnoj                  | Viktor Korcsnoj    | 5½                      | Buenos Aires, 1980. júl.–aug. |    |                 |                               |           |  |  |       |       |       |
|  | Tigran Petroszján                | Tigran Petroszján  | 3½                      |                               |    |                 |                               |           |  |  |       |       |       |
|  | Tigran Petroszján                | Tigran Petroszján  | 3½                      |                               |    | Viktor Korcsnoj | Viktor Korcsnoj               | 7½        |  |  |       |       |       |
|  | Alma-Ata, 1980. márc.–ápr.       |                    |                         |                               |    | Viktor Korcsnoj | Viktor Korcsnoj               | 7½        |  |  |       |       |       |
|  |                                  |                    | Lev Polugajevszkij      | Lev Polugajevszkij            | 6½ |                 |                               |           |  |  |       |       |       |
|  | Lev Polugajevszkij               | Lev Polugajevszkij | Lev Polugajevszkij      | Lev Polugajevszkij            | 6½ | 5½              |                               |           |  |  |       |       |       |
|  | Lev Polugajevszkij               | Lev Polugajevszkij |                         |                               |    | 5½              | Merano, 1980. dec.–1981. jan. |           |  |  |       |       |       |
|  | Mihail Tal                       | Mihail Tal         | 2½                      |                               |    |                 |                               |           |  |  |       |       |       |
|  | Mihail Tal                       | Mihail Tal         | 2½                      |                               |    | Viktor Korcsnoj | Viktor Korcsnoj               | 4½        |  |  |       |       |       |
|  | Mexico City, 1980. márc.–máj.    |                    |                         |                               |    | Viktor Korcsnoj | Viktor Korcsnoj               | 4½        |  |  |       |       |       |
|  |                                  |                    | Robert Hübner           | Robert Hübner                 | 3½ |                 |                               |           |  |  |       |       |       |
|  | Portisch Lajos                   | Portisch Lajos     | Robert Hübner           | Robert Hübner                 | 3½ | 7               |                               |           |  |  |       |       |       |
|  | Portisch Lajos                   | Portisch Lajos     | Abano Terme, 1980. aug. |                               |    | 7               |                               |           |  |  |       |       |       |
|  | Borisz Szpasszkij                | Borisz Szpasszkij  | 7                       |                               |    |                 |                               |           |  |  |       |       |       |
|  | Borisz Szpasszkij                | Borisz Szpasszkij  | 7                       |                               |    | Portisch Lajos  | Portisch Lajos                | 4½        |  |  |       |       |       |
|  | Bad Lauterberg, 1980. márc.–ápr. |                    |                         |                               |    | Portisch Lajos  | Portisch Lajos                | 4½        |  |  |       |       |       |
|  |                                  |                    | Robert Hübner           | Robert Hübner                 | 6½ |                 |                               |           |  |  |       |       |       |
|  | Adorján András                   | Adorján András     | Robert Hübner           | Robert Hübner                 | 6½ | 4½              |                               |           |  |  |       |       |       |
|  | Adorján András                   | Adorján András     |                         |                               |    |                 |                               |           |  |  |       |       |       |
|  | Robert Hübner                    | Robert Hübner      | 5½                      |                               |    |                 |                               |           |  |  |       |       |       |
|  | Robert Hübner                    | Robert Hübner      | 5½                      |                               |    |                 |                               |           |  |  |       |       |       |
|  |                                  |                    |                         |                               |    |                 |                               |           |  |  |       |       |       |

A Portisch–Szpasszkij-mérkőzés kétszeri rájátszás után is döntetlenül ért véget, ezért a továbbjutásban az döntött, hogy ki győzött többször sötéttel. Ez Portischnak kedvezett, így ő jutott be a legjobb négy közé.
A világbajnokjelöltek döntőjében Robert Hübner Korcsnoj 4,5–3,5-es vezetésénél váratlanul feladta a mérkőzést.

## A világbajnokság döntője

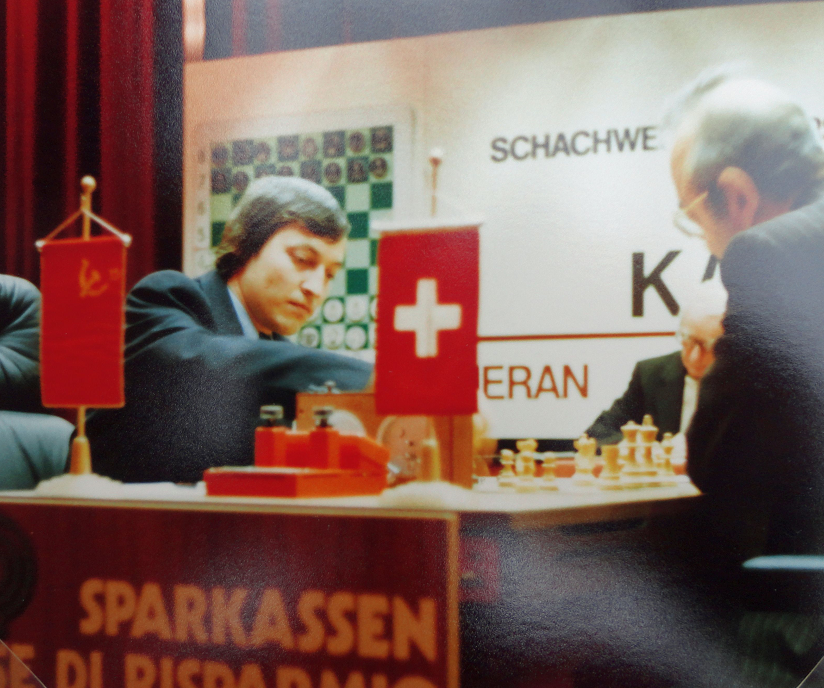
Karpov–Korcsnoj, 1981, Merano

### A körülmények
A mérkőzésre a 3 évvel korábbi világbajnoki döntőjükhöz hasonlóan feszült légkörben került sor. Viktor Korcsnoj, aki 20 éven át a Szovjetunió vezető nagymesterei közé tartozott, négyszer nyerte meg a szovjet bajnokságot és kétszer szerepelt a világbajnokjelöltek versenyének döntőjében, az előző világbajnoki ciklusban, 1976-ban disszidált a Szovjetunióból. Állampolgárságától megfosztották, és az 1978-as mérkőzés idején állampolgárság nélkül, hontalanként, a Nemzetközi Sakkszövetség (FIDE) zászlaja alatt játszott. A mostani mérkőzés idején Svájcban élt, és svájci zászló alatt indulhatott a világbajnokságon.
Erre mérkőzésre rányomta a bélyegét, hogy Korcsnoj feleségét és fiát még mindig nem engedték ki a Szovjetunióból. Korcsnoj megragadta a mérkőzés nyilvánossága nyújtotta alkalmat, és nyílt levelet intézett a Szovjetunió kormányához, hogy engedjék kiutazni a családját a versenyre. A mérkőzés kezdetét szeptember 19-re tervezték, de Korcsnoj azt nyilatkozta, hogy addig nem ül asztalhoz, míg a családja nem érkezik meg. A Nemzetközi Sakkszövetség is próbált közbenjárni az ügyben, és a kezdés időpontját egy hónappal elhalasztották. A szovjetek felháborodtak, és ragaszkodtak az eredeti időponthoz, Korcsnoj kérését pedig nem teljesítették. A helyszínt biztosító Merano még nem volt kész a verseny indítására, így végül október 1-jén indult a mérkőzés. Korcsnoj fiát behívták katonának, és a nemzetközi tiltakozás ellenére a katonai szolgálat kijátszásának tervezése miatt két és fél évi munkatáborra ítélték, majd a teljes hároméves katonai szolgálat letöltésére kötelezték.
Korcsnoj teljesítményét jelentősen befolyásolta a családjával kapcsolatos bizonytalan helyzet, és nagyarányú veresége jórészt ennek a számlájára írható. A mérkőzést a „meranói mészárlás” néven is emlegetik.

### Az egymás elleni eredményeik
Az előző világbajnoki döntő előtt 13 alkalommal találkoztak versenyjátszmában, és egy párosmérkőzést vívtak 1974-ben a világbajnokjelöltek döntőjében. Az 1978-as világbajnoki döntőt követően nem találkoztak egymással versenyen. A versenyjátszmákat tekintve Korcsnoj +5 -4 =4 arányban vezetett, amelyet Karpov az 1974-es párosmérkőzés során kiegyenlített, és az 1978-as világbajnoki döntőn aratott győzelmével az összesítésben fordított, és 13–12-re (44 döntetlen mellett) az ő javára billent a mérleg.
A világranglistán 1974 szeptembere óta változatlan volt a helyzet, a két fél foglalta el az első két helyet. A mérkőzés kezdetén a Chessmetrics historikus pontszámítása szerint Karpov 2812 ponttal állt az élen, Korcsnoj a 2. helyet foglalta el 2777 ponttal. A Nemzetközi Sakkszövetség (FIDE) nem sokkal korábban bevezetett, és akkoriban még csak félévente egyszer frissített ranglistája szerint is Karpov rendelkezett a legmagasabb Élő-pontszámmal, az 1981. júliustól érvényes lista szerint 2690-nel, Korcsnoj itt is a második helyen állt 2650 ponttal.

### A párosmérkőzés szabályai
A világbajnoki döntőben az előző döntővel megegyező módon a játszmák száma nem volt korlátozva, és győztesnek azt tekintették, aki előbb ér el hat győzelmet, a döntetleneket az eredmény szempontjából  nem vették figyelembe. 2,5 óra állt rendelkezésre 40 lépés megtételéhez, majd óránként 16 lépést kellett tenni. Ötórányi játék után a játszma függőben maradt, amelyet másnap folytattak. A mérkőzés díjalapja 800 000 svájci frank volt.

### A mérkőzés lefolyása
Karpov rögtön két győzelemmel kezdett, és a 4. játszmát is megnyerve már 3–0-ra vezetett. Korcsnoj a 6. játszmában szépített, de a 9. játszmát ismét Karpov nyerte. Korcsnoj a 13. játszmában érte el második és utolsó győzelmét, de rögtön a következő játszmában 5–2-re alakult a mérkőzés állása. A 18. játszmában Karpov az utolsó, hatodik győzelmét aratva másodszor is megvédte világbajnoki címét.

### A játszmánkénti eredmények
| Versenyző       | Ország      | 1 | 2 | 3 | 4 | 5 | 6 | 7 | 8 | 9 | 10 | 11 | 12 | 13 | 14 | 15 | 16 | 17 | 18 | Nyert | Pont |
| --------------- | ----------- | - | - | - | - | - | - | - | - | - | -- | -- | -- | -- | -- | -- | -- | -- | -- | ----- | ---- |
| Anatolij Karpov | Szovjetunió | 1 | 1 | = | 1 | = | 0 | = | = | 1 | =  | =  | =  | 0  | 1  | =  | =  | =  | 1  | 6     | 11   |
| Viktor Korcsnoj | Svájc       | 0 | 0 | = | 0 | = | 1 | = | = | 0 | =  | =  | =  | 1  | 0  | =  | =  | =  | 0  | 2     | 7    |

### A világbajnoki döntő játszmái
A mérkőzés összes játszmája kommentárokkal megtalálható a Chessgames honlapján. Az érdekesebb játszmák:
1. játszma Korcsnoj–Karpov 0–1 43 lépés
Elhárított vezércsel Tartakower-rendszere ECO D58
1. c4 e6 2. Hc3 d5 3. d4 Fe7 4. Hf3 Hf6 5. Fg5 h6 6. Fh4 O-O 7. e3 b6 8. Bc1 Fb7 9. Fe2 Hbd7 10. cxd5 exd5 11. O-O c5 12. dxc5 bxc5 13. Vc2 Bc8 14. Bfd1 Vb6 15. Vb1 Bfd8 16. Bc2 Ve6 17. Fg3 Hh5 18. Bcd2 Hxg3 19. hxg3 Hf6 20. Vc2 g6 21. Va4 a6 22. Fd3 Kg7 23. Fb1 Vb6 24. a3 d4 25. He2 dxe3 26. fxe3 c4 27. Hed4 Vc7 28. Hh4 Ve5 29. Kh1 Kg8 30. Hdf3 Vxg3 31. Bxd8+ Fxd8 32. Vb4 Fe4 33. Fxe4 Hxe4 34. Bd4 Hf2+ 35. Kg1 Hd3 36. Vb7 Bb8 37. Vd7 Fc7 38. Kh1 Bxb2 39. Bxd3 cxd3 40. Vxd3 Vd6 41. Ve4 Vd1+ 42. Hg1 Vd6 43. Hhf3 Bb5 0-1
2. játszma Karpov–Korcsnoj 1–0 57 lépés
Spanyol megnyitás, berlini védelem, Rio de Janeiro-változat ECO C67
1. e4 e5 2. Hf3 Hc6 3. Fb5 Hf6 4. O-O Hxe4 5. d4 Fe7 6. Ve2 Hd6 7. Fxc6 bxc6 8. dxe5 Hb7 9. Hc3 O-O 10. Be1 Hc5 11. Fe3 He6 12. Bad1 d5 13. exd6 cxd6 14. Hd4 Fd7 15. Hf5 d5 16. Hxe7+ Vxe7 17. Vd2 Vh4 18. He2 Bfe8 19. b3 Be7 20. Hg3 Vf6 21. f3 Fe8 22. He2 h6 23. Ff2 Vg6 24. Hc1 d4 25. Hd3 Vf6 26. Fg3 Bd7 27. Be5 Vd8 28. Bde1 Bd5 29. Bxd5 Vxd5 30. Be5 Vd7 31. Ve1 Bc8
32. b4 Vd8 33. Ba5 Vd7 34. h3 f6 35. Bxa7 Vd5 36. Ba5 Vd7 37. Ba7 Vd5 38. Ba5 Vd7 39. Ve4 Ff7 40. Vf5 Be8 41. Kh2 Vb7 42. a3 Bd8 43. h4 h5 44. Hf2 Vd7 45. Ba6 Ve8 46. Va5 Fg6 47. Hd3 Kh7 48. Vb6 Bc8 49. a4 Ff5 50. a5 c5 51. bxc5 Fxd3 52. cxd3 Hxc5 53. Ba7 Vg6 54. Bc7 Bxc7 55. Fxc7 Hxd3 56. Vxd4
He5 57. Fxe5 1-0
4. játszma Karpov–Koecsnoj 1–0 53 lépés
Orosz játék, Csigorin-változat ECO C42
1. e4 e5 2. Hf3 Hf6 3. Hxe5 d6 4. Hf3 Hxe4 5. d4 d5 6. Fd3 Fe7 7. O-O Hc6 8. Be1 Ff5 9. Fb5 Ff6 10. Hbd2 O-O 11. Hf1 He7 12. c3 Hg6 13. Fd3 Hd6 14. Fxf5 Hxf5 15. Vb3 b6 16. Vb5 a6 17. Vd3 Vd7 18. Hg3 Hxg3 19. hxg3 a5 20. Fg5 Fxg5 21. Hxg5 Bfe8 22. b3 Bad8 23. Hf3 f6 24. Hd2 Kf7 25. Hf1 h5 26. Bxe8 Bxe8 27. Vf3 Bh8 28. He3 He7 29. Be1 g6 30. Vf4 Kg7 31. g4 g5 32. Vf3 hxg4 33. Hxg4 Vd6 34. g3 c6 35. c4 f5 36. Ve3 Hg6 37. c5 Vd8 38. He5 bxc5 39. Hxc6 Vf6 40. Ve6 cxd4 41. Vxd5 d3 42. Vd7+ Vf7 43. He7 Kh7 44. Kg2 Be8 45. Bh1+ Hh4+ 46. gxh4 Vxe7 47. Vxf5+ Kg7 48. hxg5 Vb7+ 49. f3 Be2+ 50. Kf1 Kg8 51. Vxd3 Be6 52. Vd8+ Kg7 53. Vd4+ 1-0
6. játszma Karpov–Korcsnoj 0–1 41 lépés
Spanyol megnyitás, nyílt, szentpétervári változat ECO C82
1. e4 e5 2. Hf3 Hc6 3. Fb5 a6 4. Fa4 Hf6 5. O-O Hxe4 6. d4 b5 7. Fb3 d5 8. dxe5 Fe6 9. c3 Fc5 10. Hbd2 O-O 11. Fc2 Ff5 12. Hb3 Fg6 13. Hfd4 Fxd4 14. cxd4 a5 15. Fe3 a4 16. Hc1 a3 17. b3 f6 18. exf6 Vxf6 19. He2 Hb4 20. Fb1 Ve7 21. Ve1 Bfe8 22. Hf4 Ff7 23. Vc1 c5 24. dxc5 Vf6 25. Fxe4 Bxe4 26. He2 d4 27. Hg3 Bee8 28. Vd2 Hc6 29. Fg5 Ve5 30. Bac1 d3 31. Bfd1 Fg6 32. Fe3 Be6 33. Ff4 Vf6 34. Be1 Bae8 35. Bxe6 Bxe6 36. Bb1 h5 37. h3 h4 38. Fg5 Vd4 39. Fe3 Vd5 40. Hf1 Fe4 41. Ff4 Fxg2 0-1
9. játszma Korcsnoj–Karpov 0–1 43 lépés
Elhárított vezércsel, Uhlmann-változat ECO D55
1. c4 e6 2. Hc3 d5 3. d4 Fe7 4. Hf3 Hf6 5. Fg5 h6 6. Fh4 O-O 7. Bc1 dxc4 8. e3 c5 9. Fxc4 cxd4 10. exd4 Hc6 11. O-O Hh5 12. Fxe7 Hxe7 13. Fb3 Hf6 14. He5 Fd7 15. Ve2 Bc8 16. He4 Hxe4 17. Vxe4 Fc6 18. Hxc6 Bxc6 19. Bc3 Vd6 20. g3 Bd8 21. Bd1 Bb6 22. Ve1 Vd7 23. Bcd3 Bd6 24. Ve4 Vc6 25. Vf4 Hd5 26. Vd2 Vb6 27. Fxd5 Bxd5 28. Bb3 Vc6 29. Vc3 Vd7 30. f4 b6 31. Bb4 b5 32. a4 bxa4 33. Va3 a5 34. Bxa4 Vb5 35. Bd2 e5 36. fxe5 Bxe5 37. Va1 Ve8 38. dxe5 Bxd2 39. Bxa5 Vc6 40. Ba8+ Kh7 41. Vb1+ g6 42. Vf1 Vc5+ 43. Kh1 Vd5+ 0-1
13. játszma Korcsnoj–Karpov 1–0 41 lépés
Elhárított vezércsel, Charousek (Petroszján)-változat ECO D31
1. c4 e6 2. Hc3 d5 3. d4 Fe7 4. cxd5 exd5 5. Ff4 c6 6. e3 Ff5 7. g4 Fe6 8. h3 Hf6 9. Hf3 O-O 10. Fd3 c5 11. Kf1 Hc6 12. Kg2 Bc8 13. Bc1 Be8 14. dxc5 Fxc5 15. Hb5 Ff8 16. Hfd4 Hxd4 17. Bxc8 Vxc8 18. exd4 Vd7 19. Hc7 Bc8 20. Hxe6 fxe6 21. Be1 a6 22. g5 He4 23. Vg4 Fb4 24. Be2 Bf8 25. f3 Vf7 26. Fe5 Hd2 27. a3 Hxf3 28. g6 hxg6 29. Fg3 Fe7 30. Bf2 He1+ 31. Kh1 Vxf2+ 32. Fxf2 Hxd3 33. Vxe6+ Bf7 34. Fg3 Hxb2 35. Vxd5 Ff6 36. Fd6 g5 37. Vb3 Fxd4 38. Ve6 g6 39. Ve8+ Kg7 40. Fe5+ Fxe5+ 41. Vxe5+ 1-0
14. játszma Karpov–Korcsnoj 1–0 46 lépés
Spanyol megnyitás, Bernstein-változat ECO C80
1. e4 e5 2. Hf3 Hc6 3. Fb5 a6 4. Fa4 Hf6 5. O-O Hxe4 6. d4 b5 7. Fb3 d5 8. dxe5 Fe6 9. Hbd2 Hc5 10. c3 d4 11. Fxe6 Hxe6 12. cxd4 Hcxd4 13. He4 Fe7 14. Fe3 Hxf3+ 15. Vxf3 O-O 16. Bfd1 Ve8 17. Hf6+ Fxf6 18. exf6 Vc8 19. fxg7 Bd8 20. h4 c5 21. Bac1 Vc7 22. h5 Ve5 23. h6 Vxb2 24. Bd7 Bxd7 25. Vxa8+ Bd8 26. Vxa6 Ve2 27. Bf1 Bd1 28. Va8+ Bd8 29. Vc6 b4 30. Va4 Vd3 31. Bc1 Vd5 32. Vb3 Ve4 33. Vc2 Vxc2 34. Bxc2 f5 35. f4 Kf7 36. g4 Bd5 37. gxf5 Bxf5 38. Bd2 Bf6 39. Bd7+ Kg8 40. f5 Bxf5 41. Be7 Hxg7 42. Bxg7+ Kh8 43. Bc7 Kg8 44. Fxc5 Bg5+ 45. Kf2 Bg6 46. Fe3 1-0
18. játszma Karpov–Korcsnoj 1–0 41 lépés
Spanyol megnyitás, Bernstein-változat ECO C80
1. e4 e5 2. Hf3 Hc6 3. Fb5 a6 4. Fa4 Hf6 5. O-O Hxe4 6. d4 b5 7. Fb3 d5 8. dxe5 Fe6 9. Hbd2 Hc5 10. c3 d4 11. Fxe6 Hxe6 12. cxd4 Hcxd4 13. a4 Fe7 14. Hxd4 Hxd4 15. He4 He6 16. Fe3 O-O 17. f4 Vxd1 18. Bfxd1 Bfb8 19. Bd7 Ff8 20. f5 Hd8 21. a5 Hc6 22. e6 fxe6 23. f6 He5 24. Bxc7 Bc8 25. Bac1 Bxc7 26. Bxc7 Bd8 27. h3 h6 28. Ba7 Hc4 29. Fb6 Bb8 30. Fc5 Fxc5+ 31. Hxc5 gxf6 32. b4 Bd8 33. Bxa6 Kf7 34. Ba7+ Kg6 35. Bd7 Be8 36. a6 Ba8 37. Bb7 Kf5 38. Bxb5 Ke5 39. Bb7 Kd5 40. Bf7 f5 41. Bf6 e5 1-0